# Любовь, Деньги, Рок-н-Ролл
«Любовь, Деньги, Рок-н-Ролл» (англ. Love, Money, Rock’n’Roll) — компьютерная игра в жанре визуального романа, разработанная и изданная командой Soviet Games, участвовавшей в создании визуальной новеллы «Бесконечное лето». Релиз игры неоднократно откладывался, выпуск состоялся 4 августа 2022 года.

## Сюжет
Основная часть событий игры разворачивается в сентябре — октябре 1987 года и сосредоточена вокруг Николая Анохина — сына советских инженеров, эмигрировавших в Японию. Ему предстоит столкнуться с призраками прошлого и решить для себя, кому он может доверять.
Сюжет развивается на протяжении 28 игровых дней. Всего в игре 14 концовок; каждая из них зависит от решений, принятых Николаем во время прохождения, а также от количества уделяемого внимания каждой из девушек: Химицу Рюноскэ, Кетрин Винтерс, Эли Кабаяши или Кагомэ Ивамура.

## Разработка
Сразу же после выхода «Бесконечного лета» разработчики взялись за новый проект, со временем выкладывая в своей группе ВКонтакте различные арты, эскизы и спрашивали аудиторию чего они хотят больше увидеть в игре. 27 сентября 2016 года разработчики организовали сборы на Kickstarter, запросив 30 тыс. долларов США. Чтобы заинтересовать как можно больше людей в этом, они выпустили бесплатную демо-версию игры. Также разработчики объявили, что игра будет не на движке Ren'Py, как предыдущий проект, а на Unity для удобства выпуска проекта на PC и iOS/Android.
13 февраля 2025 года состоялся релиз дополнения под названием «Summer '94», события которого происходят спустя 7 лет после событий оригинальной игры. Тем, кто сделал предзаказ игры, дополнение предоставлялось бесплатно. «Summer '94» содержит две концовки.

## Отзывы критиков
| Сводный рейтинг       | Сводный рейтинг |
| Агрегатор             | Оценка          |
| --------------------- | --------------- |
| «Критиканство»        | 58/100          |
| Русскоязычные издания |                 |
| Издание               | Оценка          |
| StopGame.ru           | «Проходняк»     |
| «Игры Mail.ru»        | 6/10            |
| Stratege              | 70/100          |
| GameMAG.ru            | 6/10            |

Кирилл Волошин из StopGame.ru отмечал, что в игре присутствуют «хорошо прописанные персонажи; качественная картинка и атмосферная музыка». Хотя Глеб Мещеряков с того же ресурса в своём обзоре поставил игре оценку «Проходняк», заявив, что проходить игру во второй раз не возникает никакого желания, главный герой им был назван больным шизофренией. Григорий Белкин из газеты «Аргументы недели» считает, что «главными проблемами игры являются атмосфера, „слепые выборы“ и отношения персонажей», то есть всё, что является важными частями визуальных новелл. Ренат Садыков из Игры Mail.Ru считает, что игре не избежать сравнений с «Бесконечным летом», и эти сравнения явно не в пользу новинки — в «ЛДР» отталкивающий главный герой, которому не хочется сопереживать, затянутость некоторых рутов, полный клише-сюжет с примесью шпионского романа.
Вошла в список худших игр 2022 года по версии iXBT.games.